# Аллавайх аль-Асар
Абу-ль-Хасан Али ибн Абдуллах ибн Сайф (араб. أبو الحسن علي بن عبد الله بن سيف‎), более известный как Аллавайх (Аллуя) аль-Асар (علوية الأعسر‎; годы активности: ок. 800—854 гг.) — певец согдийского происхождения при дворе Аббасидских халифов Харуна ар-Рашида и его преемников.
Дед Аллавайха, пленник из Согдианы, был вольноотпущенником (мавла) во времена Омейядов. Аллавайх аль-Асар был учеником Ибрахима аль-Мавсили. В трудах современников он, Исхак аль-Мавсили (сын Ибрахима аль-Мавсили) и Мухарик часто упоминались вместе. Аллавайху нравился стиль новаторской «романтической» школы, введённый Ибрахимом ибн аль-Махди, и, по словам Д. М. Данлопа: «Возможно, мы должны увидеть в его введении персидских элементов в старую арабскую музыку некоторые признаки национальных предпочтений». Однако к следующему столетию, согласно «Китаб аль-Агани», традиционалистские взгляды Исхака аль-Мавсили не сдали своих позиций.